# 666 Trilogy Part II
《666 Trilogy Part II : 쥐들의 왕국》(666 트릴로지 파트 투)은 록 밴드 넥스트의 여섯 번째 정규앨범 《666》 3부작 중 두 번째 파트에 해당하는 EP앨범이다.

## 발매 이전 정보
EBS 스페이스 공감에서 <666 Trilogy Part II : 쥐들의 왕국>이란 제목이 될 것임을 오프 더 레코드로 언급하였다.
2009년부터 여러 가지 악재가 겹쳤고, 여름쯤에서야 녹음이 완료되었다고 하였으나, 고스트스테이션 홈페이지 게시판에 재미있는 사연이 올라오지 않는다며 후속 작업을 그만두었다는 것까지 알려졌다.
2009년 가을에 홍대 등의 클럽에서 몇 차례 게릴라 콘서트가 있었으며, 이 과정에서 666 Trilogy Part II에 들어갈 신곡이 선공개되었다.

## 앨범 발매에 대하여
2008년 12월 연기에 연기를 거듭하여 666 Trilogy Part 1이 발매된 후, 넥스트의 리더 신해철은 2009년~2010년 내 666 Trilogy 시리즈의 완료를 계획하였으나, 5개월 후 노무현 전 대통령이 서거하고, 슬픔을 이기지 못해 칩거하게 되며 이후 넥스트 활동을 재개하기 어려운 상태가 된다. 2009년 여름경 넥스트 666 Part II의 녹음을 완료했다는 글과 함께, 클럽에서 한 게릴라 라이브에서 666 Part II중 한 곡을 선공개했으나, 설상가상으로 신해철의 사교육 광고 관련 문제가 언론에 대두됨으로써 신해철에 대한 대중의 시선은 곱지 않게 되었으며, 사실상 신해철은 Part 1 이후 넥스트의 새 앨범을 포기한 듯 2009~2011년에는 드문 방송 출연과 라이브에 더 신경을 쓰게 되었다.
또한 2010~2011년도의 인터뷰에는 앨범에 노무현에게 바치는 노래가 있어, 사람들이 노무현으로 또 뜨려나보다`라는 선입견을 가질까 앨범 발매를 잠정 취소했다고 밝혔다.
그러던 2012년 넥스트 6기의 드러머 김단이 자살 소동을 벌이는 상황이 일어났으며, 넥스트와 같이 하기 어렵겠다는 의견을 밝히고 넥스트와도 헤어진 상태였다. 뉴스 기사 등으로도 넥스트가 이미 해체 수순을 밟았다는 내용이 대두되고 있었고, 2012년 노무현을 노래하다 part 5: <Goodbye Mr.Trouble>의 발매와 <나의 PS 파트너> OST 발매 직후 활동 당시, 솔로로 활동하는 것을 보아 사실상 넥스트 6집 Part II는 반쯤 공중분해된 상태였다.
그러던 2013년 넥스트 7기(신해철, 이현섭-보컬 박웅-기타 제이드, 김영석-베이스 김단-드럼 홍성민-건반 및 프로그래밍)가 발표되고, 2014년 원년 멤버 정기송과 함께 넥스트의 이름으로 새 앨범을 발매한다고 발표됨으로써, 팬들은 666 Trilogy Part II를 기대해볼 수 있게 되었다.
하지만 《666 Trilogy》의 《PART II》 제작은 취소되었다. 하여 당초 계획과 달리 《PART I》 발매 6년 후 신해철 솔로 앨범 《REBOOT MYSELF Part 1》이 발매되었다. 《REBOOT MYSELF Part 1》 앨범의 쇼케이스 공연에서 신해철은 《666 PART II》의 전 곡이 녹음 되었으나 발매 하지 않았다고 말했고, 그 이유는 정확히 알리지 않았다.

### <REBOOT MYSELF PART I> = <666 Part II>의 일부 설
진중권의 문화다방에서 "666의 나머지 파트가 발매된 평행세계가 존재한다면, 그 세계의 대통령은 다른 사람일 거예요"라고 얘기한 것을 보아, 이명박과 관련된 보다 직설적 내용의 곡이 들어갔던 것으로 추측되며, <Catch Me If You Can>은 666 PART II를 위해 작곡된 곡이라고 직접적으로 밝혔다. <REBOOT MYSELF Part 1> 쇼케이스에서 "이 앨범에 들어간 곡들은 다 그때 디자인된 곡들이고"라는 말을 하였으며 <Princess Maker> 의 드럼 부분은 당시 만들어진 자동 비트 조정 프로그램 등을 이용하여 만들었다고 밝혔다.
또한 Reboot Myself Part I의 리허설 밴드가 영락없는 넥스트의 라인업이다. Reboot Myself Part I 발매 당시, 김세황과 신해철의 사이가 좋지 않았음을 감안하면, 기타-김세황+데빈, 베이스-제이드, 드럼-김단+shinji 등의 라인업으로써 넥스트 6기의 라인업에 데빈이 추가되어 666 Part II가 진행되었을 거란 추측이 나올 수 있다.
실제로 666 Part II는 후반 믹싱만 덜 된 상태였기에, <단 하나의 약속>을 제외한 3곡은 666 Part II의 일부였을 수 있다는 추측이 가능하다.
현재로서는 이 앨범의 발매가 취소되었으며, 표지조차 나오지 않은데다, 이 앨범을 낼 권리를 가진 N.EX.T의 리더 신해철이 사망함으로써 이 앨범에 대해서는 이러한 추측밖에 할 수가 없다.

## 곡목
라이브에서 666 part II의 곡이 제목과 함께 선공개된 것으로 알려져 있다. 제목을 아는 사람이 편집해주기를 바란다.
총 6곡이 들어간다고 신해철의 고스트스테이션에서 언급했던 것으로 알려져 있으며, 666 Trilogy Part I의 <Eternal Winter Suite>나 <Totally Screwed-Up Drunken Aero Pirates> 등의 곡에 Part I, II 등이 들어간 것으로, Part II의 오프닝이 "Part III"의 성격을 띠며 게릴라 공연에서 연주되었던 음악이 "Part IV"로 명명되었으리라 추측된다.
또한 추측 및 본인의 언급에 따라 <Catch Me If You Can>과 <Princess Maker>가 곡목에 있었고, 노무현에게 바치는 노래가 있었다는 본인의 언급에 따라 <Goodbye Mr. Trouble>이 곡목에 있었으며, 2018년경 <힘을 내!>의 미공개 보컬이 공개됨에 따라 <힘을 내!>의 리메이크 버전이 곡목에 있었다고 추측된다.
| Part III : ??? (Intro) |
| Goodbye Mr. Trouble    |
| Catch Me If You Can    |
| Princess Maker         |
| Part IV : ???          |
| ???                    |
| 힘을 내! (Remake)      |
| ---------------------- |